# Bob Slavenburg

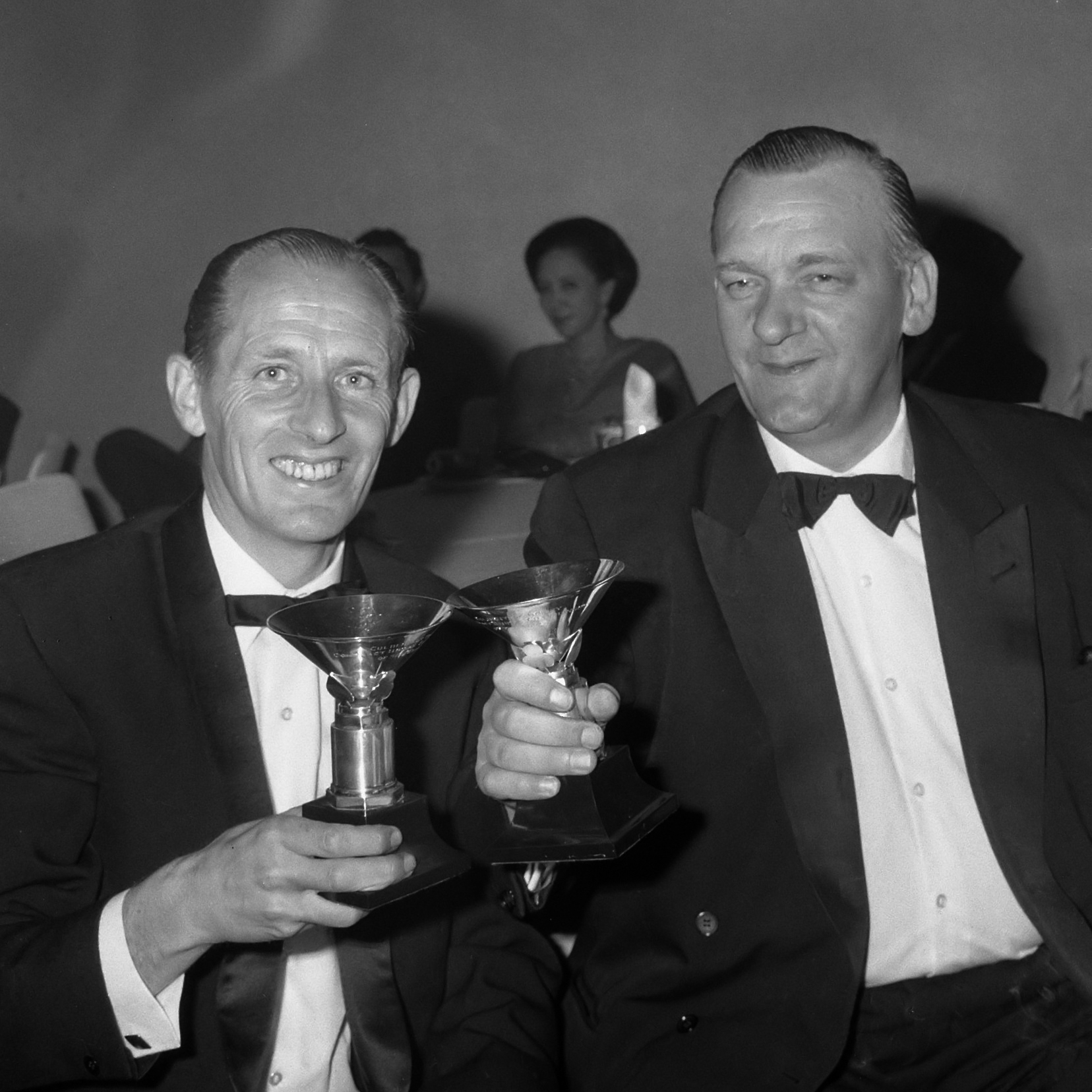
Hans Kreijns en Bob Slavenburg (r.) (1966)

Cornelis (Bob) Slavenburg (Schiedam, 23 december 1917 – 30 juni 1981) is een voormalig Nederlands bridgekampioen.
Slavenburg won op 16 mei 1966 in de RAI in Amsterdam de wereldtitel paren met Hans Kreijns.
In 1968 kreeg Slavenburg een geschil met de Belastingdienst. Hij verbrak in 1968 zijn partnership met Hans Kreijns en verhuisde naar Casablanca in Marokko, waar hij regelmatig met Koning Hassan speelde. Ze zouden ook de politiek hebben besproken.
Slavenburg was niet erg geliefd bij de bridgebond, en werd als het zwarte schaap van de familie gezien. Zijn bridgespel was creatief en lucratief, hetgeen hem regelmatig in opspraak bracht.